# Euphorbia antisyphilitica
Candelilla (Euphorbia antisyphilitica) Zucc. es un arbusto de la familia Euphorbiaceae. Su tallo compacto y sin hojas llega a medir hasta 90 cm de altura, sus flores son en tonalidades rosa. En México se distribuye principalmente en los estados del norte pero también hay registros en el Altiplano y el Bajío. Habita climas desérticos asociado a suelos rocosos. Actualmente es una especie que se encuentra protegida del Comercio Internacional a través de la Convención CITES (Apéndice II). Su aprovechamiento es con fines principalmente medicinales.  

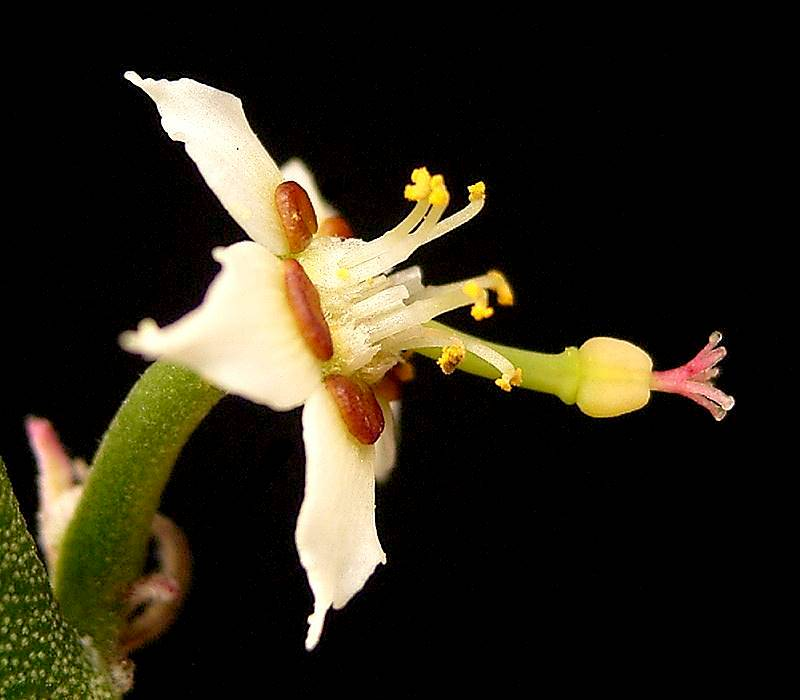
Ciatio

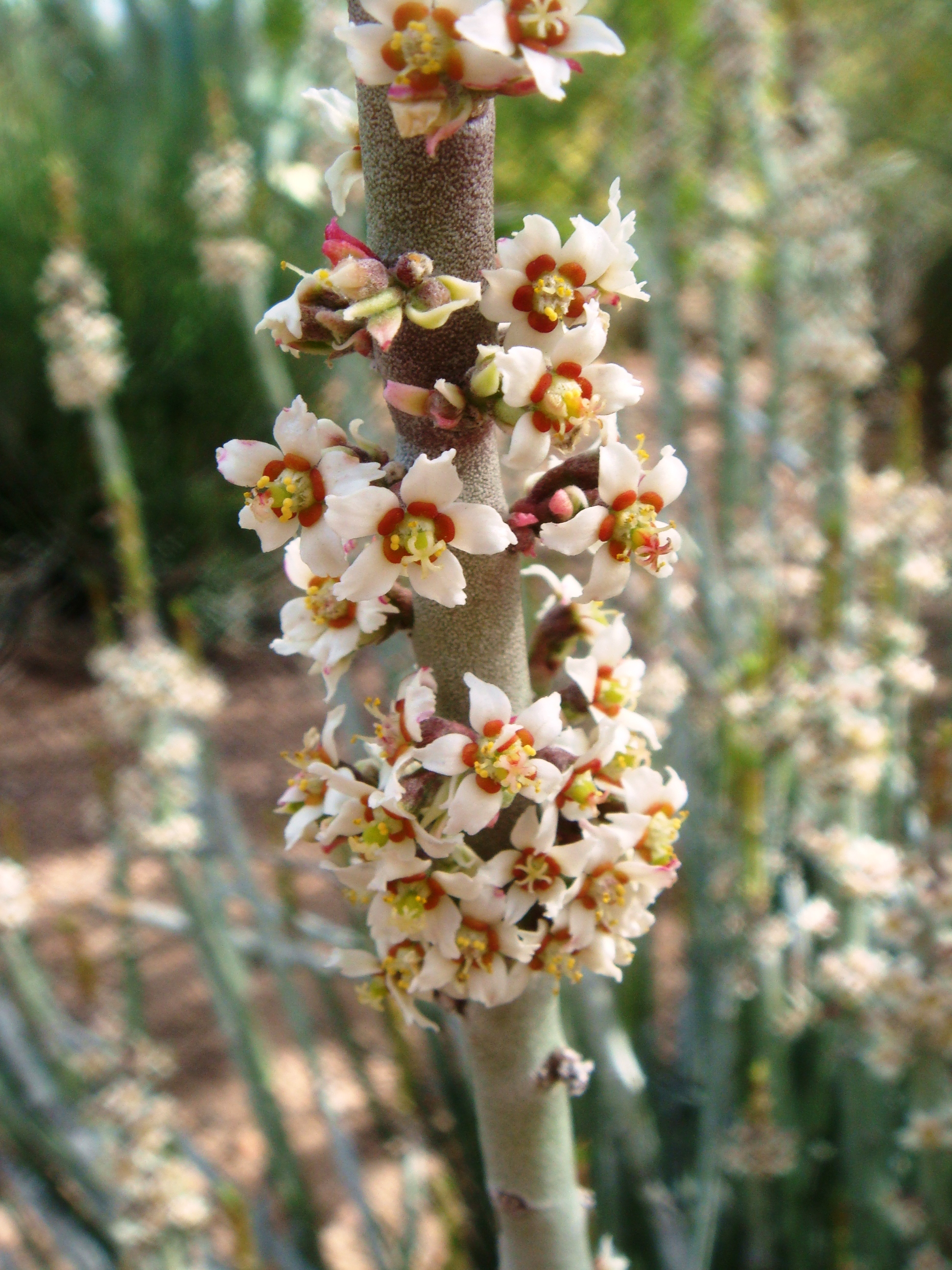
Detalle de la planta

## Descripción
Es un arbusto siempreverde, de hasta 90 cm de altura, la mayoría de los tallos sin hojas. Tiene los tallos densamente compactos, erectos. Se le llama también, en ocasiones, la planta de cera, pero este nombre se aplica también al género Hoya.
El nombre común de la planta,“candelilla”, parece provenir de la forma particular de los tallos del arbusto largos, rectos, erectos y recubiertos de cera los cuales presentan la apariencia de pequeñas velas (“candelas”). Algunas otras versiones indican que la candelilla se quemaba directamente para iluminación, haciendo las funciones propias de una vela.
La planta crece normalmente en zonas de clima semi-desértico, principalmente en laderas de suelo calcáreo, asociadas con formaciones de material rocoso. La raíz de la planta es relativamente pequeña. Una planta de tamaño moderado puede desarrollar más de 100 tallos de color verde grisáceo.
La planta de candelilla se llena de pequeñas flores color rosa en la temporada de lluvias. Las formaciones de candelilla son más abundantes en elevaciones del orden de 800 m y se asocian comúnmente con plantas de lechuguilla, sotol, pasto chino, ocotillo y cactos diversos. La candelilla es muy resistente al ataque de plagas y enfermedades y es consumida de forma muy limitada por algunas especies de la fauna silvestre de la región.
En 1829 el Botánico J.G. Zuccarini describió por primera vez a la candelilla con el nombre científico Euphorbia antisyphilitica, reconociendo las propiedades medicinales del jugo de la planta como un remedio utilizado por los indígenas para tratar la enfermedad venérea de la sífilis. En la actualidad, la cera de candelilla se considera útil para el tratamiento de padecimientos diversos.
Una nueva clasificación de la candelilla fue presentada en 1909 por G. Alcocer, quien la nombró Euphorbia cerifera, destacando su propiedad de producción de cera, la cual le sirve como elemento de protección y cubierta para la retención de humedad.

## Distribución
Se encuentra en EE. UU. (oeste de Texas, sur de Nuevo México) y en México (Durango, Chihuahua, Coahuila, Nuevo León y Sonora). Aunque también hay algunos registros en el Altiplano, el Bajío y Puebla.

## Estado de conservación
Está protegida del Comercio Internacional a través de la Convención CITES (Apéndice II).

## Taxonomía
Euphorbia antisyphilitica fue descrito por Joseph Gerhard Zuccarini y publicado en Abh. Math.-Phys. Cl. Königl. Bayer. Akad. Wiss. 1: 292 1832.
Etimología
Euphorbia: nombre genérico que deriva del médico griego del rey Juba II de Mauritania (52 a 50 a. C. - 23), Euphorbus, en su honor – o en alusión a su gran vientre – ya que usaba médicamente Euphorbia resinifera. En 1753 Carlos Linneo asignó el nombre a todo el género.
antisyphilitica: epíteto que significa "contra la sífilis" y fue descrito por primera vez por Joseph Gerhard Zuccarini, y fue elegido por un extracto de la planta mexicana utilizado en la medicina popular para el tratamiento de la sífilis.
sinonimia
- Euphorbia antisyphilitica var. typica Miranda
- Euphorbia cerifera Alcocer
- Euphorbia occulta Klotzsch
- Tirucallia antisyphilitica (Zucc.) P.V.Heath[4][5][6]

## Nombre común
- Castellano: Candelilla[7]